# Humniska

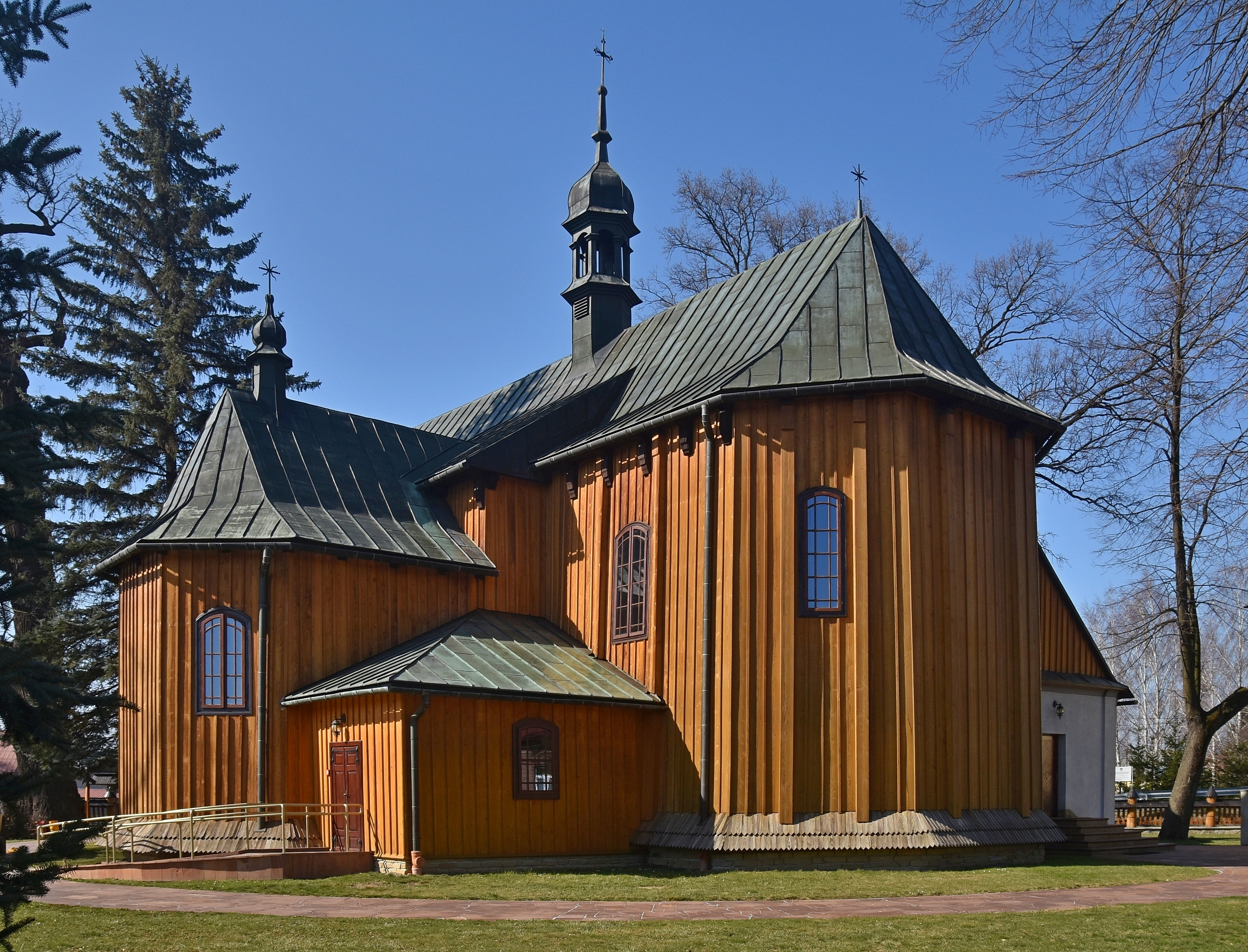
Zabytkowy drewniany kościół św. Stanisława Biskupa

Humniska – wieś w Polsce położona w województwie podkarpackim, w powiecie brzozowskim, w gminie Brzozów.
Miejscowość leży nad Stobnicą, przy drodze wojewódzkiej nr  oraz drodze wojewódzkiej nr  (która rozpoczyna tutaj swój bieg). Od zachodu graniczy z Brzozowem, od południa z Grabownicą Starzeńską. We wsi funkcjonują dwie rzymskokatolickie parafie: pod wezwaniem św. Stanisława Biskupa i Niepokalanego Poczęcia Najświętszej Maryi Panny. W południowo-wschodniej części znajduje się cmentarz.

## Części wsi
| SIMC    | Nazwa       | Rodzaj    |
| ------- | ----------- | --------- |
| 0345710 | Duża Strona | część wsi |
| 0345727 | Jakla Duża  | część wsi |
| 0345733 | Jakla Mała  | część wsi |
| 0345740 | Łazy        | część wsi |
| 0345756 | Mała Strona | część wsi |
| 0345762 | Miasteczko  | część wsi |
| 0345779 | Oleńskie    | część wsi |
| 0345785 | Podlesie    | część wsi |
| 0345791 | Widły       | część wsi |
| 0345800 | Wygon       | część wsi |

## Historia
Wieś wspomniana na początku XV w. jako własność rycerzy Balów i Humnickich. W 1361 z nadania króla Kazimierza Wielkiego osiedlili się rycerze herbu Gozdawa, od których pochodzą, Humniccy. W 1409 Piotr de Lobetanz wystawił dokument erygujący parafię w Humniskach. Parafia powstała w 1409, dzięki Benkowi Merbocie z Żabokruk, staroście przemyskiemu, sanockiemu i halickiemu. Dużą rolę odegrali w tej miejscowości Humniccy, którzy nazwisko przyjęli od nazwy rodowej wsi Humniska – rodzina szlachecka herbu Gozdawa (wywodząca swój ród od Jerzego Matiaszowicza z rodu Balów) Gozdawita, pan na Humniskach, Birczy i Boiskach, protoplasta rodu Humnickich i Bireckich. W 1447, kupił Lipę koło Birczy.
W 1615 odbyło się w Humniskach wesele Zygmunta Kazanowskiego (marszałka królewskiego Stefana Batorego, starosty krośnieńskiego), który poślubił Elżbietę Humnicką i miał z nią kilkoro dzieci: Helenę, Katarzynę, Aleksandra, Stanisława (?–1648), Adama (1599–1649).
W połowie XIX wieku właścicielką posiadłości tabularnej w Humniskach była Lucyna Cybulska.
We wsi znajduje się zabytkowy kościół parafialny pw. św. Stanisława Biskupa wzniesiony w XV wieku, wielokrotnie remontowany. Przebudowany w latach 1898–1900 (m.in. przedłużenie nawy, dobudowa kaplicy pn. i krucht, przebudowa dachów z częściowym zachowaniem pierwotnej storczykowej więźby). Jest przykładem jednego z najstarszych zachowanych drewnianych kościołów w Polsce, reprezentując wyjątkowo rzadki przykład rozplanowania – korpus nawowy o szerokości równej prezbiterium, z zachowanymi reliktami płytkich aneksów transeptowych.
W 1990 po 15 dniach od erygowania przez ks. abp. Ignacego Tokarczuka nowej parafii pw. Niepokalanego Poczęcia Najświętszej Maryi Panny, mieszkańcy Humnisk rozpoczęli budowę nowego kościoła na małej stronie. Kamień węgielny pod budowę nowej świątyni poświęcił ks. bp. Edward Białogłowski 11 listopada 1990, a 8 września 1996 kościół został pobłogosławiony przez ks. abp. Józefa Michalika. Ofiarodawcami ziemi byli Bieńczakowie.
W Humniskach urodził się (31 maja 1887) rzeźbiarz ludowy regionu brzozowskiego – Antoni Lasek. Pasji tworzenia całkowicie poświęcili się jego dwaj bracia: Józef i Franciszek. Pierwszy z nich zajmował się sztuką sakralną. Jego prace zdobią kościoły w Jabłonce, Humniskach, Pakoszówce i Grabownicy Starzeńskiej.
W latach 1954–1972 wieś należała i była siedzibą władz gromady Humniska. W latach 1975–1998 miejscowość administracyjnie należała do województwa krośnieńskiego.
Od 1903 we wsi działa ochotnicza straż pożarna, 10 grudnia 2013 roku została włączona do Krajowego Systemu Ratowniczo-Gaśniczego. Jednostka posiada trzy samochody pożarnicze.

## Osoby związane z miejscowością
- Michał Humnicki z Humnisk h. Gozdawa (ok. 1680 – ok. 1730), ożeniony z Barbarą Trzcińską (ok. 1660 – ok. 1710), lustrator Krosna.
- Leopold Suchodolski h. Janina (1845–1921), powstaniec styczniowy, zesłaniec na Sybir i sekretarz gminy w Humniskach.
- Józef Lasek (1876–1946), rzeźbiarz, brat Antoniego (1887-1978) i Franciszka
- Wincenty Kwiatkowski (1905-1940), oficer Wojska Polskiego II RP, ofiara zbrodni katyńskiej
- Adam Konieczko (1919–2006), polski malarz, absolwent Akademii Sztuk Pięknych w Krakowie
- Kazimierz Bogaczewicz (1886–1940), podpułkownik piechoty Wojska Polskiego, pomysłodawca utworzenia klubu sportowego BKS Jagiellonia Białystok, ofiara zbrodni katyńskiej
- Norbert Huber (ur. 1998), siatkarz
- ks. kan. Stanisław Kułak (1905–1986), duchowny rzymskokatolicki represjonowany i więziony przez władze komunistyczne

## Złoża naturalne
W miejscowości znajdują się złoża ropy naftowej. W wyniku intensywnej eksploatacji złóż przez ostatnie stulecie zasoby ropy naftowej są już na wyczerpaniu. W przeszłości, w czasach powstawania kopalni w Humniskach w północno-wschodniej części miejscowości znajdowały się małe jeziora utworzone z ropy, które zanikły w późniejszych latach w wyniku intensywnego wydobycia ropy naftowej.

## Zabytki
Wykaz zabytków nieruchomych wpisanych do rejestru zabytków Narodowego Instytutu Dziedzictwa:
- drewniany kościół parafialny św. Stanisława Biskupa z XV w., przebudowany w XIX w., nr rej.: A-42 z 5.07.1984 r.
- plebania (nr 456) z 1907, nr rej.: A-240 z 14.06.1991 r.